# Jugo (Donorojo)
Jugo is een bestuurslaag in het regentschap Jepara van de provincie Midden-Java, Indonesië. Jugo telt 1520 inwoners (volkstelling 2010).